# Stadion Pori
Das Stadion Pori (finnisch Porin stadion) ist ein Fußballstadion mit Leichtathletikanlage in der finnischen Stadt Pori. Es ist die Heimspielstätte des Fußballvereins FC Jazz Pori und des Frauenfußballvereins NiceFutis. Die Anlage bietet momentan 12.300 Plätze, davon sind 4094 Sitzplätze. Das Stadion Pori befindet sich im Sportzentrum Isomäki. Die anderen Einrichtungen im Isomäki sind u. a. die Eissporthalle Isomäen jäähalli, mehrere Fußball- und Tennishallen sowie ein Schwimmstadion.
Die finnische Fußballnationalmannschaft trug zwei Länderspiele im Stadion von Pori aus. 1984 spielte Finnland gegen Nordirland in der Qualifikation für die WM 1986 und 1987 gegen Österreich in der Qualifikation für die Olympischen Spiele 1988. 1993 war das Stadion Pori Austragungsort des Endspiels im finnischen Fußballpokals. 
Die finnischen Leichtathletik-Meisterschaften machten 1967, 1983, 2005 und 2015 im Stadion Pori Station.

## Galerie

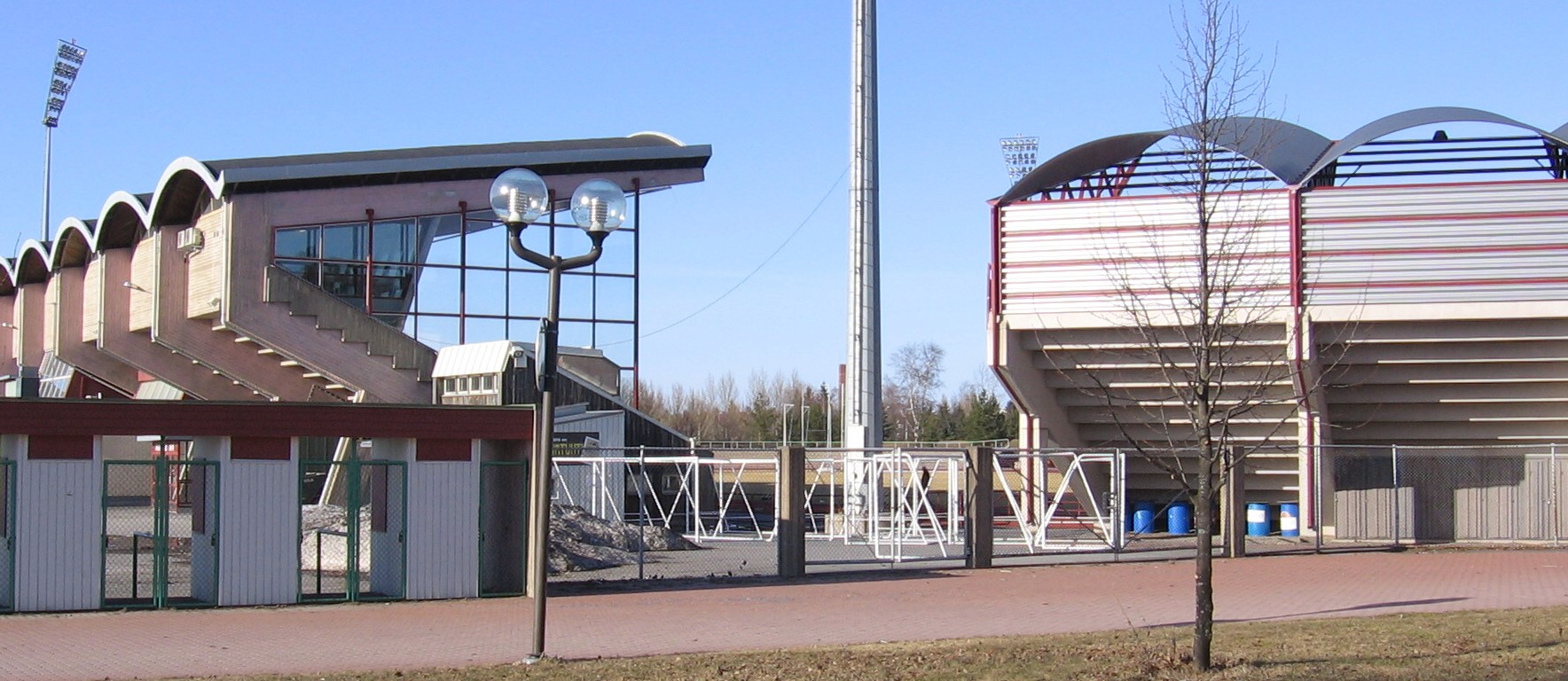
Außenansicht (2009)
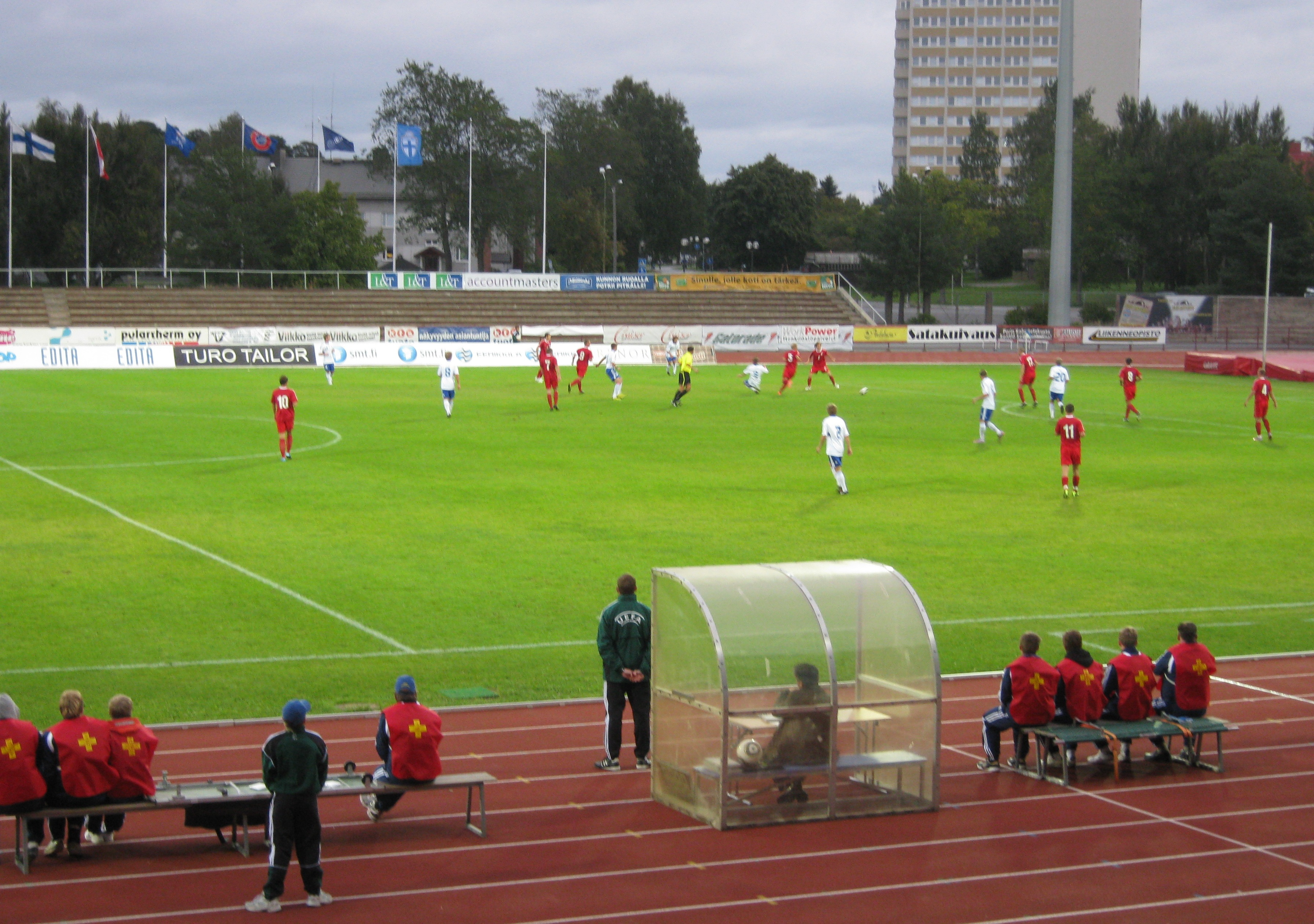
U-21-Länderspiel Finnland gegen Polen 2010 im Stadion Pori
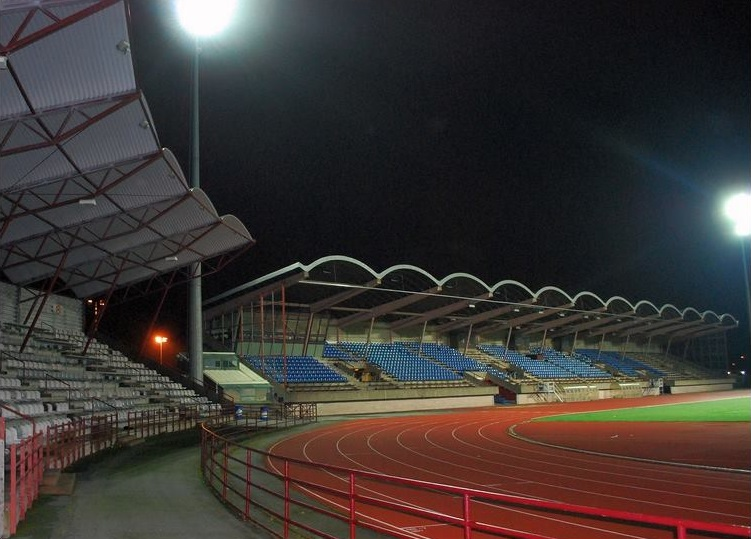
Das Stadion unter Flutlicht (2012)
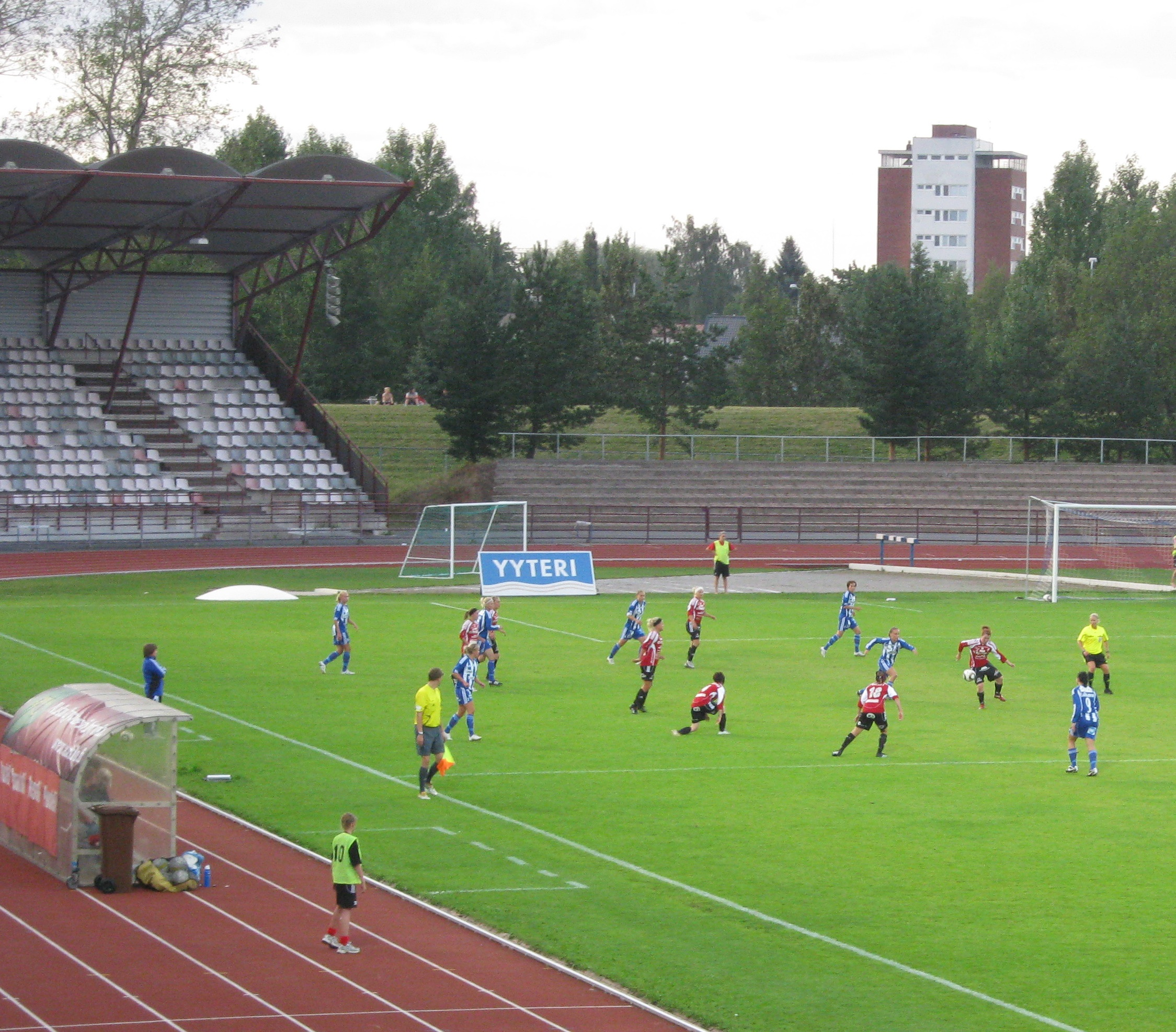
Frauenfußballspiel der NiceFutis gegen den HJK Helsinki im August 2010